# Frederick Hefti

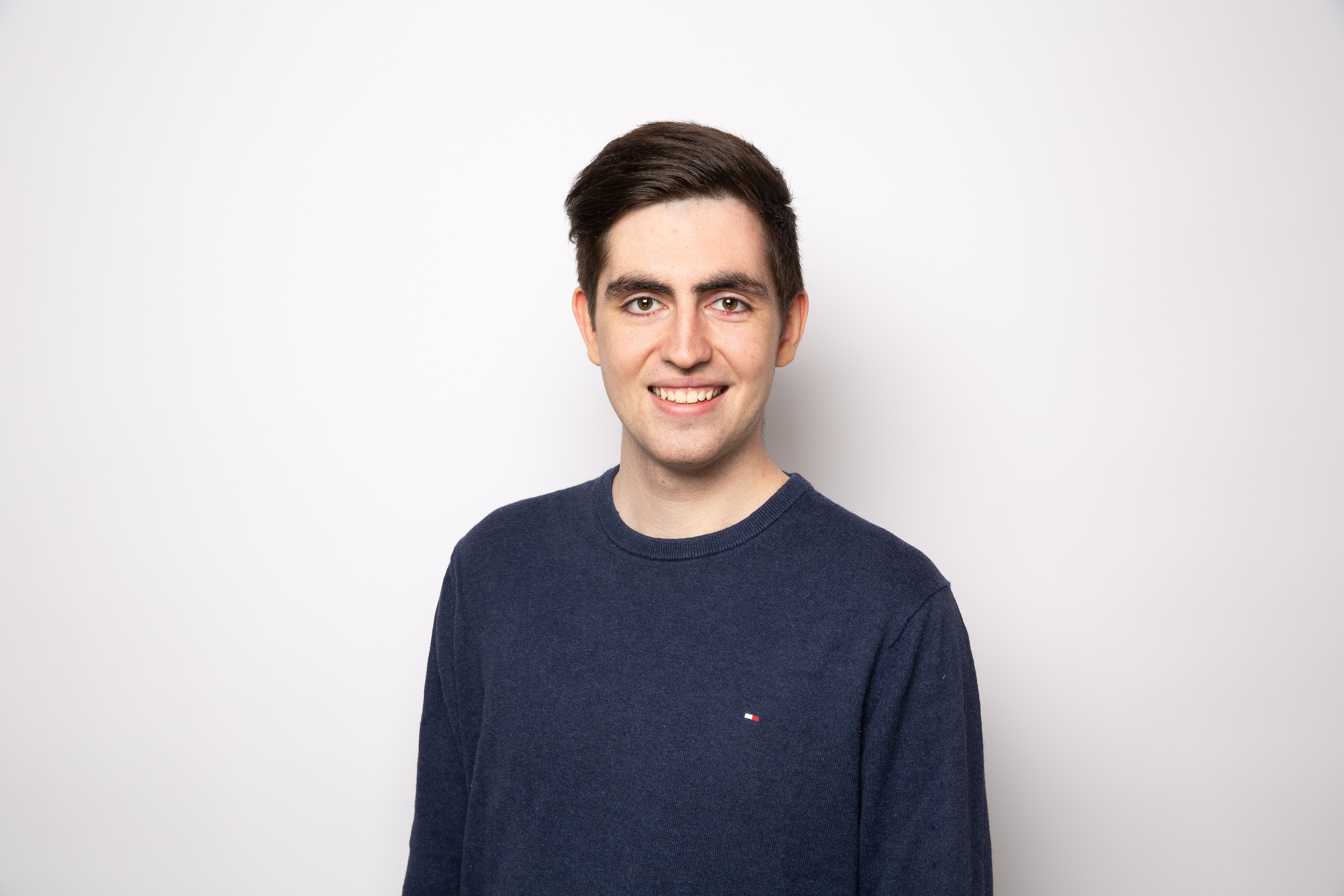
Frederick Hefti (2022)

Frederick Hefti (* 2001) ist ein Schweizer Politiker (Junge Grüne/Grüne).

## Leben
Frederick Hefti studiert Rechtswissenschaft an der Universität Zürich. Er lebt in Ennenda in der Gemeinde Glarus.

## Politik
Frederick Hefti wurde bei den Landratswahlen 2022 in den Landrat des Kantons Glarus gewählt. Er ist Mitglied der Kommission Recht, Sicherheit und Justiz und Ersatzmitglied der Kommission Finanzen und Steuern.
Frederick Hefti ist Vorstandsmitglied der Jungen Grünen Glarus und Vorstandsmitglied der Jungen Grünen Schweiz.